# Oxydia rotara
Oxydia rotara là một loài bướm đêm trong họ Geometridae.